# Конституция Сингапура
Конституция Сингапура — основной закон государства Сингапур, вступивший в силу в 1965 году. В неё внесен ряд поправок (последние — в 1996).

## Структура Конституции
Конституция Сингапура состоит из 14 частей и 163 статей.
- I. Предварительные положения
- II.Республика и Конституция
- III. Защита суверенитета Республики Сингапур
- IV. Основные свободы
- * Статья 9: право на жизнь и личную свободу
- * Статья 10: запрещение рабства и принудительного труда
- * Статья 11: защита от уголовных законов с обратной силой и повторных судебных процессов
- * Статья 12: право на равенство и равную защиту
- * Статья 13: запрещение изгнания и право на свободу передвижения
- * Статья 14: право на свободу слова, собраний и ассоциаций
- * Статья 15: право на свободу религии
- * Статья 16: право на равенство в образовании
- V. Правительство
- VI. Законодательная власть
- VII.Президентский совет по правам меньшинств
- VIII.Судебная система
- IX.Государственная служба
- X.Гражданство
- XI. Финансовые нормы
- XII. Особые полномочия против диверсий и чрезвычайные полномочия
- XIII. Общие нормы
- XIV. Переходные нормы.

## Поправки
С 1965 года, когда Конституция Сингапура вступила в силу, в неё были внесены 46 поправок. Наиболее важные из них перечислены ниже.
- 1965 год. Конституция была принята простым большинством голосов депутатов парламента Сингапура.
- 1970 год. Для защиты прав расовых и религиозных меньшинств в Сингапуре, был создан Президентский совет[2]. В 1973 году он переименован в Совет по правам меньшинств при Президенте Сингапура.
- 1979 год. Был изменён порядок внесения поправок в Конституцию — для этого вводилось квалифицированное большинство (две трети голосов депутатов парламента во втором и третьем чтениях законопроекта)[3].
- 1984 год. Был введён институт так называемых Non-constituency Member of Parliament[англ.] (NCMPs) — представителей партий, не прошедших в парламент, но пользующихся большинством прав депутатов парламента, кроме права голоса при внесении изменений в Конституцию страны или вотума доверия правительству.[4].
- 1988 год. Был введён институт Group Representation Constituency[англ.] (GRCs)[5]. Это — особый вид избирательных округов в Сингапуре, депутаты которых избраны в парламент в качестве группы, при этом по крайней мере один член каждой GRC должны быть представителем меньшинства (индийского, малайского и т. д.)[6].
- 1990 год. Был введён институт назначаемых  депутатов  парламента[англ.] — квота депутатов парламента, не принадлежащих к политическим партиям, назначаемых лично президентом Сингапура, чтобы увеличить число независимых голосов в парламенте[7].
- 1991 год. В Конституцию внесён новый порядок избрания президента страны — отныне он избирался всенародным голосованием[8].
- 1994 год. Учреждён Конституционный трибунал Республики Сингапур в качестве механизма предотвращения конфликтов между президентом и кабинетом министров по вопросам конституционного характера[9].